# آرمسترانگ ویتوورث
سر دبلیو. جی. آرمسترانگ ویتورث و شرکا (به انگلیسی: Sir W G Armstrong Whitworth & Co) یک شرکت بزرگ تولیدی بریتانیایی در اوائل سدهٔ بیستم بود. دفتر مرکزی این شرکت در السویک، نیوکاسل قرار داشت. فعالیت آرمسترانگ ویتورث در زمینهٔ تولید مهمات، کشتی، لوکوموتیو، خودرو و هواپیما بود.